# Norma Varden
Norma Varden Shackleton (20 de enero de 1898 - 19 de enero de 1989), conocida profesionalmente como Norma Varden, fue una actriz anglo-estadounidense con una larga carrera cinematográfica.

## Vida y carrera

### Primeros años
Nacida en Londres, hija de un capitán de barco retirado, Varden fue una niña prodigio. Se formó como concertista de piano en París y actuó en Inglaterra antes de decidirse a dedicarse a la interpretación. Estudió en la Guildhall School of Music and Drama e hizo su primera aparición como la señora Darling en Peter Pan.

### Carrera teatral
En Inglaterra, Varden fue protegida de la actriz Kate Rorke. Actuó en el teatro de repertorio e hizo su debut en el West End en El judío errante en 1920. Desde Shakespeare hasta la farsa, se estableció como miembro regular de la compañía del Teatro Aldwych donde apareció en obras de 1929 a 1933. Comenzó a aparecer en películas británicas, generalmente en papeles altivos de clase alta.

### Mudanza a Estados Unidos y carrera cinematográfica
Los papeles de Varden en películas inglesas le dieron ofertas de Hollywood, y se mudó allí al comienzo de la Segunda Guerra Mundial, comenzando una larga carrera interpretando papeles de personajes y papeles secundarios. Entre las películas más destacadas en las que apareció Varden se incluyen Casablanca (1942), The Major and the Minor (1942), The White Cliffs of Dover (1944), National Velvet (1944), The Green Years (1946), Forever Amber (1947), Strangers on a Train (1951), Los caballeros las prefieren rubias (1953), Jupiter's Darling (1955) y Testigo de cargo (1957). Interpretó a la ama de llaves Frau Schmidt en Sonrisas y lágrimas (1965). Dos años después, tuvo un papel menor como Lady Petherington en Doctor Dolittle (1967).

### Carrera televisiva
Tuvo un papel recurrente en la comedia de situación de la NBC de los años 60 Hazel como Harriet Johnson. Apareció en I Love Lucy de CBS como la Sra. Benson, la vecina con la que los Ricardo cambian de apartamento después del nacimiento de Little Ricky en 1953. En 1957, apareció como estrella invitada como la Sra. Weddington-Brown en el episodio de Mr. Adams and Eve "The Social Crowd". Fue elegida como la Sra. Murdock en el episodio de 1961 "The Swedish Girl" en The Real McCoys de ABC. Apareció en Perry Mason de CBS como Winifred Wileen en el episodio de 1964, "El caso de la ilusión ilícita". En esa entrega, Varden interpretó a otra socialité presumida llamada Sra. Van Vlack que contrata a Lucy Carmichael (Lucille Ball) como sirvienta. También apareció en el episodio de la séptima temporada de The Beverly Hillbillies "Problem Bear" como la socialité snob, la Sra. Vanransenhoff, que se fue a casa con la abuela para obtener chismes sobre la Sra. Drysdale.
Varden interpretó a la Sra. Dumont en un episodio de 1966 (Temporada 3, Ep.11) de Bewitched titulado "Oedipus Hex", donde formó parte de un comité de caridad de "Medios y Arbitrios" con Samantha Stephens para recaudar fondos para un parque infantil. Varden interpretó a la Sra. Hermione Monteagle en el episodio 13 de la serie Batman de la década de 1960.

## Vida personal y muerte
Se convirtió en ciudadana estadounidense naturalizada el 28 de enero de 1949.
Varden murió de insuficiencia cardíaca en Santa Bárbara, California el día antes de su 91.º cumpleaños. Está enterrada en el cementerio de Santa Bárbara. Nunca se casó.